# Jonathan Tah
Jonathan Glao Tah (Amburgo, 11 febbraio 1996) è un calciatore tedesco di origini ivoriane, difensore del Bayern Monaco e della nazionale tedesca.

## Caratteristiche tecniche
Difensore centrale dall'imponente struttura fisica, dominante nel gioco aereo. Viene paragonato al connazionale Jérôme Boateng.

## Carriera

### Club

#### Gli inizi, Amburgo
Inizia a giocare a calcio all'età di 4 anni nelle giovanili dell'Altona 93. Nel 2009 viene ingaggiato dal SC Concordia, per poi passare, nello stesso anno, alle giovanili dell'Amburgo. Il 4 agosto 2013 compie il suo esordio professionistico in una gara di DFB-Pokal contro lo Schott Jena. Il 1º settembre 2014 passa in prestito al Fortuna Düsseldorf.

#### Bayer Leverkusen
Il 16 luglio 2015 viene ceduto a titolo definitivo al Bayer Leverkusen per 9 milioni di euro, squadra di cui diventa capitano. Un leader difensivo con il vizio del goal, proprio nella stagione di svolta 2023-2024 scende in campo in 48 partite mettendo a segno ben 6 reti e portando il suo club alla vittoria della Bundesliga dopo 120 anni e della Dfb Pokal.

#### Bayern Monaco
Il 29 maggio 2025, da svincolato, firma un accordo fino al 30 giugno 2029 con il Bayern Monaco, scegliendo la maglia numero 4.

### Nazionale
Vanta numerose presenze con le selezioni giovanili tedesche, delle quali ha indossato più volte la fascia di capitano.
Nel marzo 2016 viene convocato per la prima volta in nazionale maggiore dal ct Joachim Löw in vista delle amichevoli contro Inghilterra e Italia. Fa il suo debutto nella sconfitta per 2-3 contro gli inglesi. Successivamente viene convocato per gli Europei 2016 in Francia, in sostituzione dell'infortunato Antonio Rüdiger, ma durante la manifestazione continentale non scende mai in campo.

## Statistiche

### Presenze e reti nei club
Statistiche aggiornate al 29 maggio 2025.
| Stagione                | Squadra                 | Campionato              | Campionato | Campionato | Coppe nazionali | Coppe nazionali | Coppe nazionali | Coppe continentali | Coppe continentali | Coppe continentali | Altre coppe | Altre coppe | Altre coppe | Totale | Totale |
| Stagione                | Squadra                 | Comp                    | Pres       | Reti       | Comp            | Pres            | Reti            | Comp               | Pres               | Reti               | Comp        | Pres        | Reti        | Pres   | Reti   |
| ----------------------- | ----------------------- | ----------------------- | ---------- | ---------- | --------------- | --------------- | --------------- | ------------------ | ------------------ | ------------------ | ----------- | ----------- | ----------- | ------ | ------ |
| 2013-2014               | Amburgo                 | BL                      | 16         | 0          | CG              | 4               | 0               | -                  | -                  | -                  | -           | -           | -           | 20     | 0      |
| 2014-2015               | Fortuna Düsseldorf      | 2L                      | 23         | 0          | CG              | 0               | 0               | -                  | -                  | -                  | -           | -           | -           | 23     | 0      |
| 2015-2016               | Bayer Leverkusen        | BL                      | 29         | 0          | CG              | 4               | 0               | UCL+UEL            | 8+4                | 0                  | -           | -           | -           | 45     | 0      |
| 2016-2017               | Bayer Leverkusen        | BL                      | 19         | 1          | CG              | 2               | 0               | UCL                | 5                  | 0                  | -           | -           | -           | 26     | 1      |
| 2017-2018               | Bayer Leverkusen        | BL                      | 28         | 0          | CG              | 5               | 0               | -                  | -                  | -                  | -           | -           | -           | 33     | 0      |
| 2018-2019               | Bayer Leverkusen        | BL                      | 33         | 3          | CG              | 2               | 0               | UEL                | 3                  | 0                  | -           | -           | -           | 38     | 3      |
| 2019-2020               | Bayer Leverkusen        | BL                      | 25         | 0          | CG              | 5               | 0               | UCL+UEL            | 5+4                | 0+0                | -           | -           | -           | 39     | 0      |
| 2020-2021               | Bayer Leverkusen        | BL                      | 27         | 1          | CG              | 1               | 0               | UEL                | 7                  | 0                  | -           | -           | -           | 35     | 1      |
| 2021-2022               | Bayer Leverkusen        | BL                      | 33         | 2          | CG              | 1               | 0               | UEL                | 7                  | 0                  | -           | -           | -           | 41     | 2      |
| 2022-2023               | Bayer Leverkusen        | BL                      | 33         | 1          | CG              | 0               | 0               | UCL+UEL            | 6+8                | 0+0                | -           | -           | -           | 47     | 1      |
| 2023-2024               | Bayer Leverkusen        | BL                      | 31         | 4          | CG              | 6               | 2               | UEL                | 11                 | 0                  | -           | -           | -           | 48     | 6      |
| 2024-2025               | Bayer Leverkusen        | BL                      | 33         | 3          | CG              | 5               | 1               | UCL                | 10                 | 0                  | SG          | 1           | 0           | 49     | 4      |
| Totale Bayer Leverkusen | Totale Bayer Leverkusen | Totale Bayer Leverkusen | 291        | 15         |                 | 31              | 3               |                    | 78                 | 0                  |             | 1           | 0           | 401    | 18     |
| Totale carriera         | Totale carriera         | Totale carriera         | 330        | 15         |                 | 35              | 3               |                    | 78                 | 0                  |             | 1           | 0           | 444    | 18     |

### Cronologia presenze e reti in nazionale
| Cronologia completa delle presenze e delle reti in nazionale ― Germania | Cronologia completa delle presenze e delle reti in nazionale ― Germania | Cronologia completa delle presenze e delle reti in nazionale ― Germania | Cronologia completa delle presenze e delle reti in nazionale ― Germania | Cronologia completa delle presenze e delle reti in nazionale ― Germania | Cronologia completa delle presenze e delle reti in nazionale ― Germania | Cronologia completa delle presenze e delle reti in nazionale ― Germania | Cronologia completa delle presenze e delle reti in nazionale ― Germania |
| Data                                                                    | Città                                                                   | In casa                                                                 | Risultato                                                               | Ospiti                                                                  | Competizione                                                            | Reti                                                                    | Note                                                                    |
| ----------------------------------------------------------------------- | ----------------------------------------------------------------------- | ----------------------------------------------------------------------- | ----------------------------------------------------------------------- | ----------------------------------------------------------------------- | ----------------------------------------------------------------------- | ----------------------------------------------------------------------- | ----------------------------------------------------------------------- |
| 26-3-2016                                                               | Berlino                                                                 | Germania                                                                | 2 – 3                                                                   | Inghilterra                                                             | Amichevole                                                              | -                                                                       | 46’                                                                     |
| 31-8-2016                                                               | Mönchengladbach                                                         | Germania                                                                | 2 – 0                                                                   | Finlandia                                                               | Amichevole                                                              | -                                                                       | 58’                                                                     |
| 15-11-2016                                                              | Milano                                                                  | Italia                                                                  | 0 – 0                                                                   | Germania                                                                | Amichevole                                                              | -                                                                       | 46’ 61’                                                                 |
| 15-11-2018                                                              | Lipsia                                                                  | Germania                                                                | 3 – 0                                                                   | Russia                                                                  | Amichevole                                                              | -                                                                       | 61’                                                                     |
| 20-3-2019                                                               | Wolfsburg                                                               | Germania                                                                | 1 – 1                                                                   | Serbia                                                                  | Amichevole                                                              | -                                                                       |                                                                         |
| 8-6-2019                                                                | Barysaŭ                                                                 | Bielorussia                                                             | 0 – 2                                                                   | Germania                                                                | Qual. Euro 2020                                                         | -                                                                       |                                                                         |
| 6-9-2019                                                                | Amburgo                                                                 | Germania                                                                | 2 – 4                                                                   | Paesi Bassi                                                             | Qual. Euro 2020                                                         | -                                                                       |                                                                         |
| 9-9-2019                                                                | Belfast                                                                 | Irlanda del Nord                                                        | 0 – 2                                                                   | Germania                                                                | Qual. Euro 2020                                                         | -                                                                       | 40’                                                                     |
| 19-11-2019                                                              | Francoforte sul Meno                                                    | Germania                                                                | 6 – 1                                                                   | Irlanda del Nord                                                        | Qual. Euro 2020                                                         | -                                                                       |                                                                         |
| 6-9-2020                                                                | Basilea                                                                 | Svizzera                                                                | 1 – 1                                                                   | Germania                                                                | UEFA Nations League 2020-2021 - 1º turno                                | -                                                                       | 62’                                                                     |
| 7-10-2020                                                               | Colonia                                                                 | Germania                                                                | 3 – 3                                                                   | Turchia                                                                 | Amichevole                                                              | -                                                                       | 59’                                                                     |
| 11-11-2020                                                              | Berlino                                                                 | Germania                                                                | 1 – 0                                                                   | Rep. Ceca                                                               | Amichevole                                                              | -                                                                       |                                                                         |
| 17-11-2020                                                              | Siviglia                                                                | Spagna                                                                  | 6 – 0                                                                   | Germania                                                                | UEFA Nations League 2020-2021 - 1º turno                                | -                                                                       | 46’ 67’                                                                 |
| 14-11-2021                                                              | Erevan                                                                  | Armenia                                                                 | 1 – 4                                                                   | Germania                                                                | Qual. Mondiali 2022                                                     | -                                                                       |                                                                         |
| 26-3-2022                                                               | Sinsheim                                                                | Germania                                                                | 2 – 0                                                                   | Israele                                                                 | Amichevole                                                              | -                                                                       |                                                                         |
| 14-6-2022                                                               | Mönchengladbach                                                         | Germania                                                                | 5 – 2                                                                   | Italia                                                                  | UEFA Nations League 2022-2023 - 1º turno                                | -                                                                       | 87’                                                                     |
| 12-9-2023                                                               | Dortmund                                                                | Germania                                                                | 2 – 1                                                                   | Francia                                                                 | Amichevole                                                              | -                                                                       |                                                                         |
| 14-10-2023                                                              | East Hartford                                                           | Stati Uniti                                                             | 1 – 3                                                                   | Germania                                                                | Amichevole                                                              | -                                                                       |                                                                         |
| 17-10-2023                                                              | Filadelfia                                                              | Messico                                                                 | 2 – 2                                                                   | Germania                                                                | Amichevole                                                              | -                                                                       |                                                                         |
| 18-11-2023                                                              | Berlino                                                                 | Germania                                                                | 2 – 3                                                                   | Turchia                                                                 | Amichevole                                                              | -                                                                       |                                                                         |
| 21-11-2023                                                              | Vienna                                                                  | Austria                                                                 | 2 – 0                                                                   | Germania                                                                | Amichevole                                                              | -                                                                       |                                                                         |
| 23-3-2024                                                               | Lione                                                                   | Francia                                                                 | 0 – 2                                                                   | Germania                                                                | Amichevole                                                              | -                                                                       |                                                                         |
| 26-3-2024                                                               | Francoforte sul Meno                                                    | Germania                                                                | 2 – 1                                                                   | Paesi Bassi                                                             | Amichevole                                                              | -                                                                       |                                                                         |
| 3-6-2024                                                                | Norimberga                                                              | Germania                                                                | 0 – 0                                                                   | Ucraina                                                                 | Amichevole                                                              | -                                                                       | 60’                                                                     |
| 7-6-2024                                                                | Mönchengladbach                                                         | Germania                                                                | 2 – 1                                                                   | Grecia                                                                  | Amichevole                                                              | -                                                                       |                                                                         |
| 14-6-2024                                                               | Monaco di Baviera                                                       | Germania                                                                | 5 – 1                                                                   | Scozia                                                                  | Euro 2024 - 1º turno                                                    | -                                                                       | 62’                                                                     |
| 19-6-2024                                                               | Stoccarda                                                               | Germania                                                                | 2 – 0                                                                   | Ungheria                                                                | Euro 2024 - 1º turno                                                    | -                                                                       |                                                                         |
| 23-6-2024                                                               | Francoforte sul Meno                                                    | Svizzera                                                                | 1 – 1                                                                   | Germania                                                                | Euro 2024 - 1º turno                                                    | -                                                                       | 38’ 61’                                                                 |
| 5-7-2024                                                                | Stoccarda                                                               | Spagna                                                                  | 2 – 1 dts                                                               | Germania                                                                | Euro 2024 - Quarti di finale                                            | -                                                                       | 80’                                                                     |
| 7-9-2024                                                                | Düsseldorf                                                              | Germania                                                                | 5 – 0                                                                   | Ungheria                                                                | UEFA Nations League 2024-2025 - 1º turno                                | -                                                                       |                                                                         |
| 10-9-2024                                                               | Amsterdam                                                               | Paesi Bassi                                                             | 2 – 2                                                                   | Germania                                                                | UEFA Nations League 2024-2025 - 1º turno                                | -                                                                       | 24’ 46’                                                                 |
| 11-10-2024                                                              | Zenica                                                                  | Bosnia ed Erzegovina                                                    | 1 – 2                                                                   | Germania                                                                | UEFA Nations League 2024-2025 - 1º turno                                | -                                                                       |                                                                         |
| 16-11-2024                                                              | Friburgo in Brisgovia                                                   | Germania                                                                | 7 – 0                                                                   | Bosnia ed Erzegovina                                                    | UEFA Nations League 2024-2025 - 1º turno                                | -                                                                       | 76’                                                                     |
| 20-3-2025                                                               | Milano                                                                  | Italia                                                                  | 1 – 2                                                                   | Germania                                                                | UEFA Nations League 2024-2025 - Quarti di finale                        | -                                                                       |                                                                         |
| 23-3-2025                                                               | Dortmund                                                                | Germania                                                                | 3 – 3                                                                   | Italia                                                                  | UEFA Nations League 2024-2025 - Quarti di finale                        | -                                                                       |                                                                         |
| 4-6-2025                                                                | Monaco di Baviera                                                       | Germania                                                                | 1 – 2                                                                   | Portogallo                                                              | UEFA Nations League 2024-2025 - Semifinale                              | -                                                                       | 80’                                                                     |
| 8-6-2025                                                                | Stoccarda                                                               | Germania                                                                | 0 – 2                                                                   | Francia                                                                 | UEFA Nations League 2024-2025 - Finale 3º posto                         | -                                                                       | 61’                                                                     |
| Totale                                                                  |                                                                         | Presenze                                                                | 37                                                                      |                                                                         | Reti                                                                    | 0                                                                       |                                                                         |

## Palmarès

### Club
- Campionato tedesco: 1

Bayer Leverkusen: 2023-2024
- Coppa di Germania: 1

Bayer Leverkusen: 2023-2024
- Supercoppa di Germania: 2

Bayer Leverkusen: 2024
Bayern Monaco: 2025

### Individuale
- Fritz-Walter-Medaille: 1

2015 (Under-19)
- Squadra del torneo degli Europei Under-21: 1

Italia-San Marino 2019
- Squadra della stagione della UEFA Europa League: 3

2019-2020, 2022-2023, 2023-2024